# Chengguan, Zhugqu
Chengguan är en köping i nordvästra Kina. Den ligger i Zhugqu härad i den autonoma prefekturen Gannan för tibetaner i provinsen Gansu, omkring 260 kilometer söder om provinshuvudstaden Lanzhou.